# Кюенте
Кюенте — река в России, протекает по территории Оймяконского района Якутии. Длина реки 63 километра, площадь водосборного бассейна равна 43800 км².
Начинается при слиянии рек Сунтар и Агаякан у села Агаякан. В месте впадения Учюгей-Юряха имеет ширину 150 метров, глубину 1,3 метра и скорость течения 1,2 м/с. Течёт в общем северо-восточном направлении по Оймяконскому нагорью по долине, поросшей лиственничным лесом. В верхнем течении долина реки заболочена. Впадает в Индигирку слева на расстоянии 1573 километров от её устья на высоте 634 метра над уровнем моря около заброшенной деревни Тюмсю.
В геологическом плане протекает по территории Кюбюминского грабена.

## Притоки
Объекты перечислены по порядку от устья к истоку.
- 13 км: Мас-Юрях[3] (пр)
- 18 км: Дадар[3] (лв)
- 24 км: Эгелях (лв)
- 32 км: Крутой[3] (пр)
- 41 км: Брюнгяде[3] (лв)
- 42 км: Чепчуга[3] (лв)
- 52 км: Абон[3] (пр)
- 61 км: Учюгей-Юрях[3] (пр)
- 63 км: Агаякан
- 63 км: Сунтар[3]

## Данные водного реестра
По данным государственного водного реестра России относится к Ленскому бассейновому округу, водохозяйственный участок реки — Индигирка от истока до впадения р. Нера. Речной бассейн реки — Индигирка.
Код объекта в государственном водном реестре — 18050000112117700038142.